# Ą̃
Ą̃ (lub mała litera ą̃) jest literą rozszerzonego alfabetu łacińskiego. Litera ta składa się z litery A, znaku diaktrycznego zwanego tylda oraz ogonka.
Ą̃ używana jest do zapisu języka litewskiego.